# Dasyvalgus multicus
Dasyvalgus multicus är en skalbaggsart som beskrevs av Miyake 1993. Dasyvalgus multicus ingår i släktet Dasyvalgus och familjen Cetoniidae. Inga underarter finns listade i Catalogue of Life.